# Nagyvilág (folyóirat, 1956–2016)
A Nagyvilág a Magyar Írók Szövetsége kiadásában indult, havonta jelentkező világirodalmi folyóirat volt. Első száma 1956 októberében jelent meg. Az 1992/9. számtól az Országos Idegennyelvű Könyvtár adta ki, az 1993/10. számtól a Nagyvilág Alapítvány, majd az Új Világ Alapítvány. 
Utolsó száma 2015. decemberben látott napvilágot, attól kezdve nem jelent meg, lényegében a folyóirat megszűnt.

## Tartalma
A világirodalom kortárs alkotásait mutatta be és tájékoztatott a külföldi irodalmi élet figyelemreméltó eseményeiről. Jeles műfordítói gárdával dolgozott, köztük Klumák István, Kabdebó Tamás.

## Főszerkesztők
- Kolozsvári Grandpierre Emil (1956. októbertől)
- Gereblyés László (1957. áprilistól 1958-ig)
- Kardos László (1958-tól 1973-ig)
- Kéry László (1973-tól 1992 februárjáig)
- Fázsy Anikó (1993. decembertől 2016. januárig)[1]

## Munkatársak 2015-ben
- Ádám Péter
- Imreh András
- Lackfi János
- Lukács Laura
- Pálfalvi Lajos
- Hernád Imre (olvasószerkesztő)

## Állományadatok
- 1.1956:1; 2.1957:1-9; 3.1958:1-12–54.2009:1-12.; 55.2010:1-5. sz.[3]